# Faded Now
Faded Now è il settimo e ultimo album in studio del gruppo musicale statunitense Chromatics, pubblicato nel 2020.

## Tracce
1. Faded Now – 3:54
2. You're No Good (Club Mix) – 7:47
3. Twist The Knife (8 Track Version) – 3:19
4. Street Lights – 3:06
5. I Want To Be Alone – 3:46
6. Touch Red (On Film) – 4:01
7. Nocturne – 2:13
8. Wishing Well (Alternate Version) – 2:36
9. The Runner – 3:25
10. Burning Bridges – 1:55
11. Stiff As A Board – 4:18
12. The Sound Of Silence (On Film) – 2:51
13. Bloody Mary – 1:06
14. Move A Mountain (On Film) – 3:14